# Goateria
Goateria is een geslacht van vlinders van de familie snuitmotten (Pyralidae).

## Soorten
- G. bealis Leraut, 2010
- G. bourgini (Viette, 1951)
- G. catalalis (Marion & Viette, 1956)
- G. delicatalis Leraut, 2010
- G. dumontalis Leraut, 2010
- G. fotakalis (Viette, 1960)
- G. lycalis (Viette, 1989)
- G. madegassalis (Viette, 1960)
- G. mandrakalis Leraut, 2010
- G. mantasoalis Leraut, 2010
- G. mayottensis Leraut, 2010
- G. morombealis Leraut, 2010
- G. nigrocilialis Leraut, 2010
- G. sambiranoalis Leraut, 2010
- G. sanguinea (Warren, 1891)
- G. sogalis Leraut, 2010
- G. subpallidalis Leraut, 2010
- G. tristiculalis (Saalmüller, 1880)
- G. viettealis Leraut, 2010
- G. vinacealis Leraut, 2010